# 霍日里河
霍日里河位于中国内蒙古自治区呼伦贝尔市莫力达瓦达斡尔族自治旗境内，是嫩江右岸的一条支流，发源于莫力达瓦旗塔温敖宝镇西北七旗山东南麓，蜿蜒向东南流经塔源村、民兴村、塔温敖宝镇驻地、大门庄村等地，于霍日里绰罗村转东流，经腾克镇特莫呼珠村、额莫尔提村等地，最后于霍日里村汇入嫩江干流。霍日里河全长142千米，流域面积1312.39平方千米，河道平均比降1.23‰，年均径流量2.72亿立方米。霍日里河下游流经嫩江平原，地势低平，盛产玉米、水稻、黄豆等，是内蒙古重要的粮食盛产基地。